# Costituzione sovietica del 1918
La prima Costituzione sovietica (1918) o Costituzione della Russia bolscevica, che governò la Repubblica Socialista Sovietica Federata Russa, descrisse il regime che assunse il potere durante la Rivoluzione di Ottobre del 1917. Venne estesa all'intera nazione con la nascita dell'URSS, nel 1922
Questa costituzione riconobbe informalmente la classe operaia come sovrano della Russia, secondo i principi della dittatura del proletariato. La costituzione stabilì anche che i lavoratori dovessero essere in alleanza politica con i contadini e diede forti garanzie di eguali diritti tra lavoratori e contadini. Negò il diritto della borghesia e di quelli che sostenevano l'Armata Bianca nella guerra civile russa di partecipare alle elezioni dei soviet o di detenere il potere politico.
Il potere supremo rimaneva al Congresso dei Soviet di tutte le Russie, composto da deputati provenienti dai soviet locali della Russia. Il comitato guida del Congresso dei Soviet — il Comitato esecutivo centrale panrusso — agiva come "organo supremo di potere" tra le riunioni del congresso e come presidenza collettiva dello Stato.
Il congresso elesse il Consiglio dei Commissari del Popolo (Sovnarkom, Sovet narodnykh kommissarov) come braccio amministrativo del nuovo governo e definì le sue responsabilità come "amministrazione generale degli affari dello stato" (il Sovnarkom aveva esercitato l'autorità governativa dal novembre 1917 fino all'adozione della costituzione del 1918).